# 大吉村
大吉村（おおよしそん）は、岡山県英田郡にあった村。1900年3月31日までは吉野郡に属した。

## 概要
現在の美作市赤田・粟野・川戸・沢田・田井・立石・壬生に当たる。
美作国が置かれた当時は立石・赤田・田井・野時・粟原・壬生（後に壬生・川戸・沢田の3村となる）の6村であり、壬生村は英多郡吉野郷に属し、それ以外の5村は同郡大野郷に属した。その後荘園が発達するとそれぞれ吉野荘、大野荘（大野保）と呼ばれるようになった。
村名は大野荘・吉野荘の各1字をとって命名された。

## 沿革
- 1881年（明治14年）9月2日 - 野時村と粟原村が合併して粟野村となる[1]。
- 1883年（明治16年）2月15日 - 連合戸長役場制度発足により、吉野郡第八部戸長役場を赤田村に設置し、同村および田井村・粟野村・川戸村・壬生村・沢田村・立石村を管轄[3]。
- 1888年（明治21年） - 村内を通る県道が開通（現県道5号）[2]。
- 1889年（明治22年）6月1日 - 町村制施行に伴い、第八部戸長役場管轄区域の7村が合併し、大吉村発足。役場を壬生に設置[2]。
- 1893年（明治26年） - 赤田の芳川小学校を大吉尋常小学校と改称[4]。
- 1900年（明治33年）4月1日 - 吉野郡が英田郡と合併し、英田郡となる。
- 1909年（明治42年） - 大吉尋常小学校が高等科を併置し、大吉尋常高等小学校となる[4]。
- 1947年（昭和22年） - 大吉・大野・吉野（後の作東町の一部）3か村学校組合立城山中学校を沢田に開設、1950年に壬生へ校舎を新築して移転[2]。
- 1954年（昭和29年）3月25日 - 英田郡大原町（初代）・大野村・讃甘村と合併し、新たに大原町（2代）が発足。

## 当時の主要施設
- 大吉小学校（大原町内の4小学校が統合で大原小学校となったことにより1974年廃校）[4]
- 城山中学校（後の作東町大原町組合立城山中学校、1986年に大原中学校に統合）[5]

## 地名の読み方
- 赤田（あかだ）
- 粟野（あわの）
- 川戸（かわと）
- 沢田（さわだ）
- 田井（たい）
- 立石（たていし）
- 壬生（みぶ）

## 現在の様子

### 郵便番号
- 707-0431 美作市田井
- 707-0432 美作市赤田
- 707-0433 美作市立石
- 707-0434 美作市壬生
- 707-0435 美作市沢田
- 707-0436 美作市川戸
- 707-0437 美作市粟野

### 教育

#### 保育園
- 美作市立大吉保育園

### 交通

#### 鉄道
旧村内を走る鉄道およびその駅なし

#### 道路

##### 高速道路
旧村内を走る高速道路なし

##### 国道
旧村内を走る国道なし

##### 県道
- 主要地方道
  - 岡山県道5号作東大原線
- 一般県道
  - 岡山県道357号梶並立石線

### 河川・山岳

#### 河川
- 吉野川
- 大滝川

### 寺院・神社

#### 神社
- 大吉神社